# Final Fantasy XIV: Dawntrail
Final Fantasy XIV: Dawntrail est un jeu de rôle en ligne massivement multijoueur (MMORPG) développé et publié par Square Enix, sorti en 2024 sur Windows, macOS, PlayStation 4, PlayStation 5 et Xbox Series. Il s'agit de la cinquième extension de Final Fantasy XIV: A Realm Reborn. Comme ses prédécesseurs, Naoki Yoshida a été réalisateur et producteur et Masayoshi Soken a composé la bande originale.
Dans Dawntrail, les joueurs explorent le Tural, un continent situé à l'ouest d'Éorzéa, le continent d'origine du jeu. Les joueurs participent à un rituel de succession pour déterminer le prochain dirigeant de Tulliyollal, la première ville majeure de l'extension. Les joueurs servent comme champion pour Wuk Lamat, une des filles du dirigeant actuel. Ils sont rejoints par des alliés venus d'Éorzéa pour soutenir d'autres candidats au trône.

## Système de jeu
Désormais les joueurs peuvent atteindre le niveau 100. Les joueurs peuvent accéder à sept nouvelles zones de jeux dont deux nouvelles villes majeures, Tulliyollal et Solution Neuf. Le continent du Tural est inspiré par les environnements tropicaux d'Amérique du Sud et d'Asie du Sud-Est.

### Nouveaux jobs
Deux jobs (ou classes dans la plupart des MMORPG) à dégâts ont été ajoutés à la sortie de l'extension : le Viper et le Pictomancer. Ces deux nouveaux jobs débutent au niveau 80,.

#### LeViper
Les Vipers sont des combattants à deux lames au corps-à-corps.

#### LePictomancer
Les Pictomancers sont des disciples de la magie à distance.